# Edvin Ryding
Lars Edvin Folke Ryding (* 4. února 2003) je švédský herec. Debutoval v televizním seriálu Mannen under trappan v roce 2009 ve věku 6 let, ale proslavil se díky hlavní roli v pořadu Young Royals z roku 2021, kde hrál postavu prince Wilhelma. Ryding byl uveden v evropském žebříčku Forbes 30 pod 30 v roce 2022.